# بيل فيليبس (لاعب كرة قاعدة كندي)
بيل فيليبس هو لاعب كرة قاعدة كندي، ولد في 30 أبريل 1857 في سانت جون في كندا، وتوفي في 7 أكتوبر 1900 في شيكاغو في الولايات المتحدة.

## وصلات خارجية
- بيل فيليبس على موقعبيزبول رفرنس.كوم (الدوري الرئيسي) (الإنجليزية)
- بيل فيليبس على موقع جمعية أبحاث البيسبول الأمريكية (الإنجليزية)